# 牙美信号場
牙美信号場（アミしんごうじょう）は、大韓民国京畿道利川市にある韓国鉄道公社（KORAIL）の信号場である。

## 路線
- 韓国鉄道公社
  - 中部内陸線

## 歴史
- 2021年12月31日 - 開業。

## 隣の駅
韓国鉄道公社
中部内陸線
夫鉢駅 - 牙美信号場 - 加南駅